# John Gatenby Bolton
John Gatenby Bolton (Sheffield, 5 giugno 1922 – 6 luglio 1993) è stato un astronomo britannico naturalizzato australiano.
Dopo aver svolto il militare sulla HMS Unicorn (I72) durante la seconda guerra mondiale, si trasferì in Australia dove lavorò per la Commonwealth Scientific and Industrial Research Organisation, cominciando ad interessarsi alla Radioastronomia, scoprendo numerose sorgenti radio. Si adoperò per la costruzione del Parkes Observatory il cui telescopio scoprì alcune quasar.

## Onorificenze
- Henry Norris Russell Lectureship nel 1968
- Gold Medal of the Royal Astronomical Society nel 1977
- Bruce Medal nel 1988